# Кръмлин
Вижте пояснителната страница за други значения на Кръмлин.
Кръ̀млин (на английски: Crumlin; на уелски: Crymlyn) е град в Южен Уелс, графство Карфили. Разположен е около река Ебу на около 30 km на север от централната част на столицата Кардиф. Има жп гара. Населението му е 5724 жители според данни от преброяването през 2001 г.